# Liiva-Putla (natuurreservaat)
Natuurreservaat Liiva-Putla (Estisch: Liiva-Putla looduskaitseala) is een natuurreservaat op het eiland Saaremaa in het westen van Estland, in de provincie Saaremaa. Het is vernoemd naar het nabijgelegen dorp Liiva-Putla.
Liiva-Putla is een van de slechts vijf natuurreservaten in Europa die zijn aangelegd voor de bescherming van paddenstoelen en andere schimmels. De Estische mycoloog Erast Parmasto was een van de belangrijkste mensen achter de oprichting. Tegenwoordig maakt het deel uit van het EU-brede Natura 2000-netwerk en bevat het twaalf zeldzame soorten schimmels.

Zeldzame paddestoelen die in Liiva-Putla voorkomen
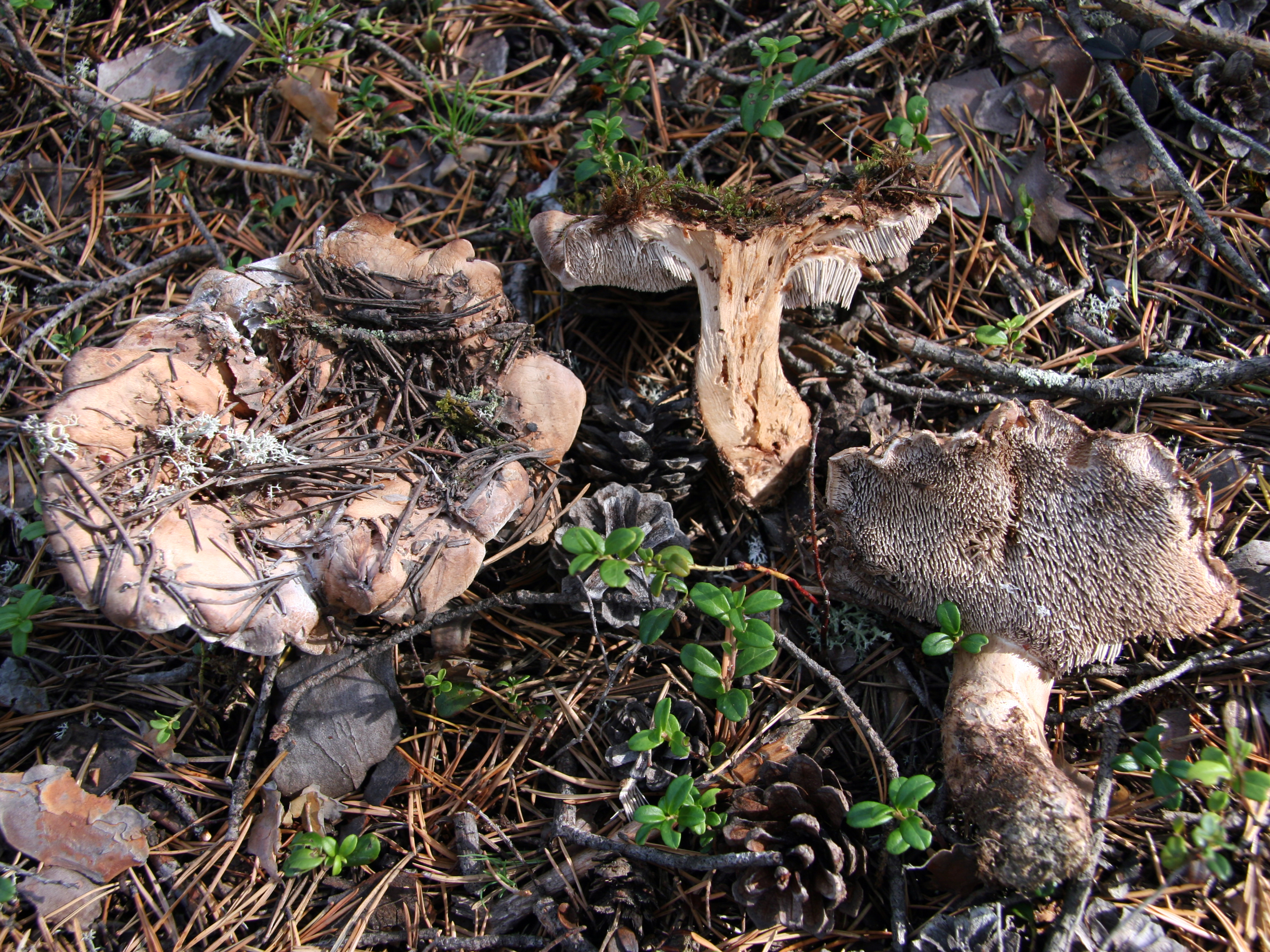
Bankera fuligineoalba
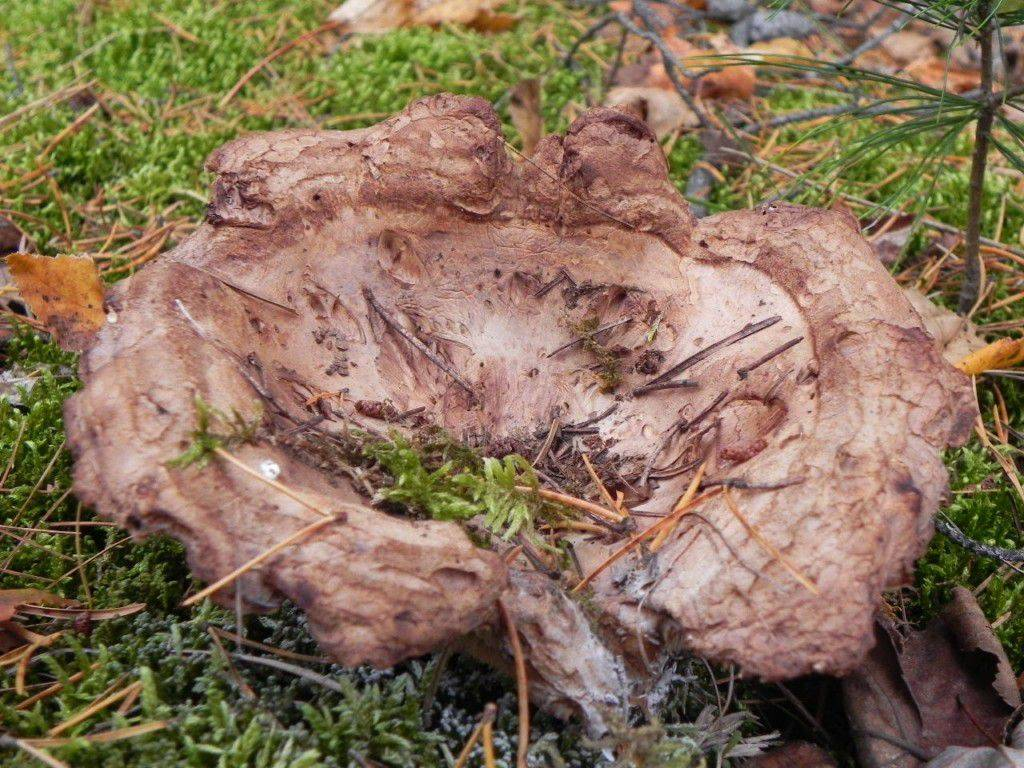
Bankera violascens
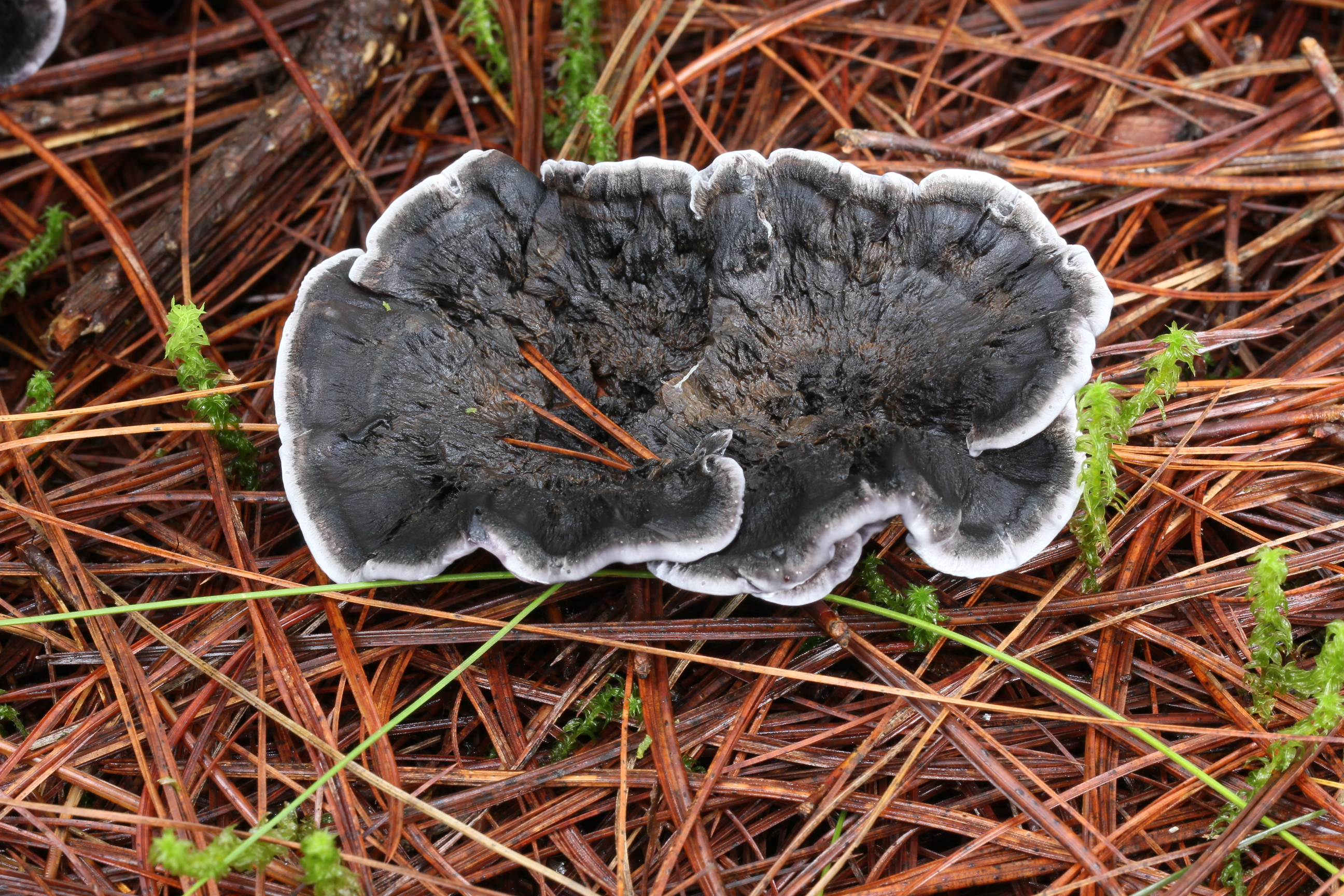
Phellodon niger
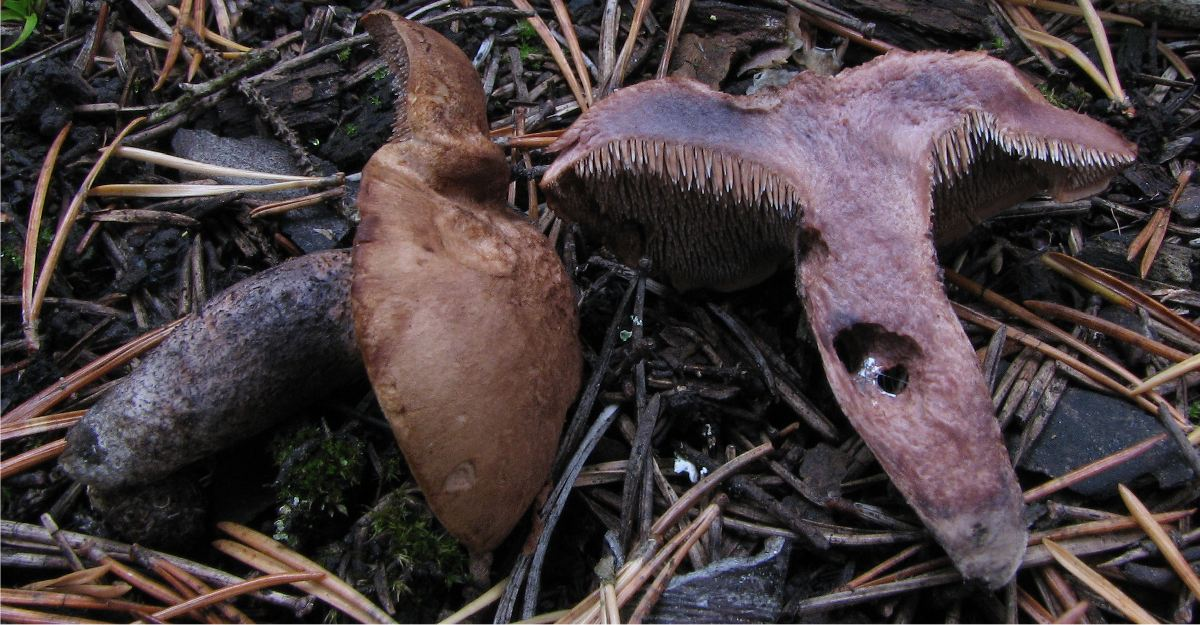
Sarcodon fuligineoviolaceus
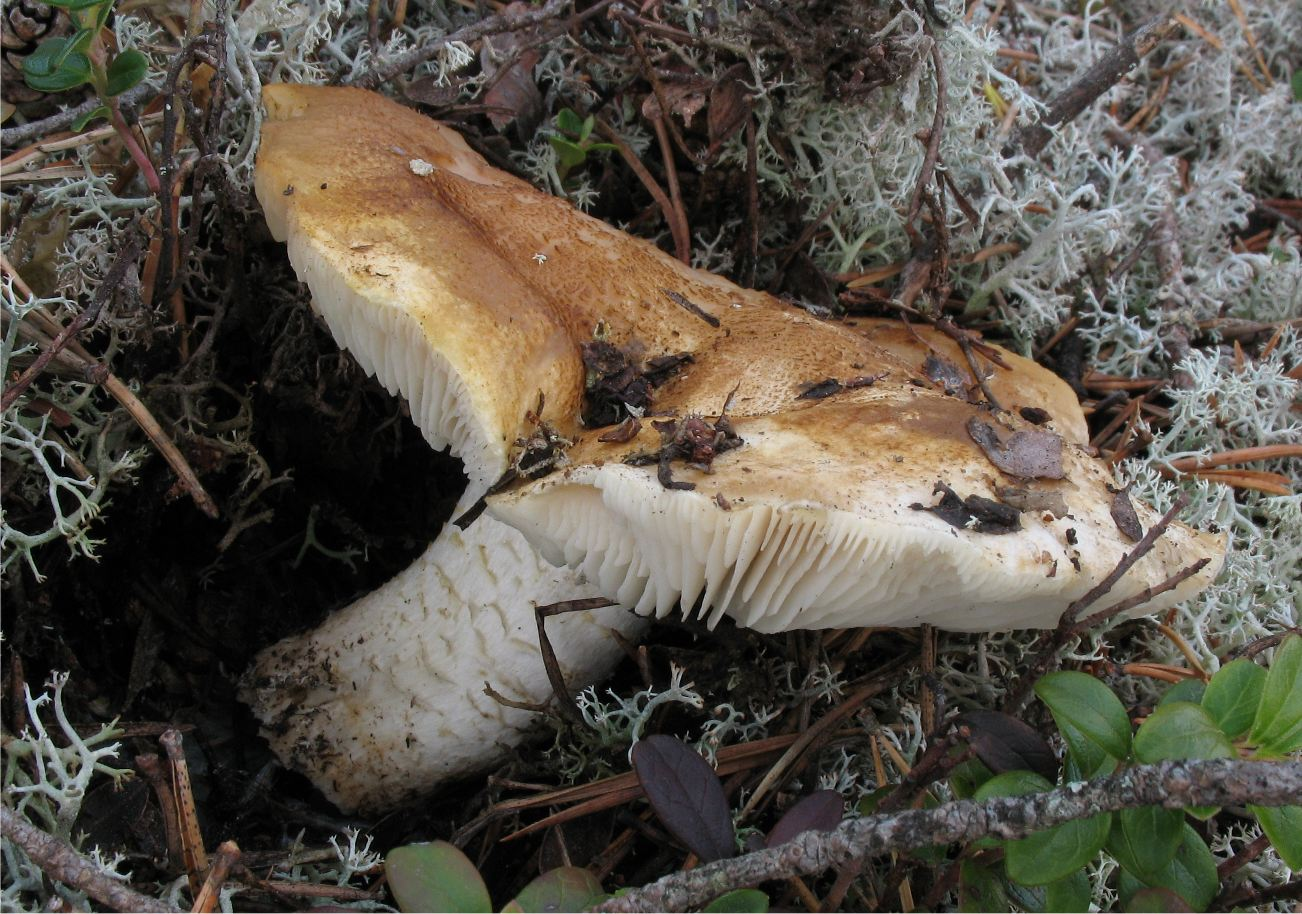
Tricholoma apium